# Louis-François de Civalart
Louis-François de Civalart, chevalier, baron d'Happoncourt, né à Happoncourt le 9 avril 1733, mort le 3 mars 1805 à Happoncourt, seigneur d'Happoncourt, de Moncel et de Mandres-sur-Vair. Il aura le titre de comte d'Happoncourt à Vienne le 6 août 1783.

## Biographie
Louis-François de Civalart entre comme volontaire, au service de sa majesté l'empereur François Ier, dans le régiment de dragons Kohary en 1755 où il sera nommé enseigne (cavalier portant l'enseigne du régiment) le 12 octobre 1756. Nommé lieutenant au 4e régiment de cuirassiers Löwenstein, puis capitaine-commandant d'un escadron de dragons en 1758, il participe à presque toutes les campagnes et en 1760 il est prisonnier de guerre à Wörlitz près de Dessau-Roßlau, et libéré à la signature de la paix. Capitaine au 11e régiment de cuirassiers d'Anspach en 1762, puis major en 1767, et lieutenant-colonel en 1773, Civalart est nommé colonel le 1er mai 1779, commandant du 14e régiment de dragons Arberg, puis général (Generalfeldwachtmeister) le 12 avril 1789.
En 1790, toujours au service du Saint-Empire, il prend le commandement de la place de Tournai en Belgique, et lorsque le 20 avril 1792, la France déclare la guerre au roi de Bohême et de Hongrie, les armées de Louis-François de Civalart, contre la colonne française partie de Lille, qui est mise en déroute le 28 avril 1792. Cette colonne militaire française, sous le commandement du maréchal de camp Theobald de Dillon, est bousculée près de Marquain en Belgique et repoussée jusque sous les fortifications de Lille, faisant de nombreux prisonniers, s'emparant de quatre canons, des munitions, et des bagages et affaires personnelles du maréchal de camp Theobald de Dillon. Nommé commandant de la place de Namur entre 1793 et 1794, il est nommé feld-maréchal-lieutenant le 25 janvier 1801.

## Généalogie
Il a de sa première épouse Marie-Sophie de Sainte-Marie (née le 28 avril 1744  à Neufchâteau) :
- Charles-Léopold, baron de Civalart : né en 1767.
- Louise de Civalart,

Louis-François épouse le 15 décembre 1777 en secondes noces Sara Amélie de Seulen, veuve du marquis de Reiffenfels dont elle aura trois fils.